# 12649 Ascanios
A 12649 Ascanios (ideiglenes jelöléssel 2035 T-3) egy kisbolygó a Naprendszerben. Cornelis Johannes van Houten,  Ingrid van Houten-Groeneveld és Tom Gehrels fedezte fel 1977. október 16-án.